# Redevance pour obstacle sur les cours d'eau
Lire en ligne

Lire sur Légifrance

La redevance pour obstacle sur les cours d'eau est une taxe affectée au profit des agences de l'eau instaurée par la loi de finances pour 2006 et supprimée par la loi de finances pour 2019. Son produit est de 280 000 euros en 2012.

## Historique
Dans le cadre de la loi sur l'eau et les milieux aquatiques votée en 2006,,,, une redevance pour obstacles sur les cours d'eau est mise en place afin d'encourager à aménager les ouvrages constituant un obstacle ou à les exploiter au mieux en vue de rétablir ou de maintenir un bon fonctionnement de l’écosystème fluvial,. Car selon l'Agence de l'eau Seine-Normandie les « barrages et les seuils modifient le fonctionnement naturel des cours d’eau et des nappes alluviales, et peuvent perturber la vie aquatique et les usages de l'eau. Ils peuvent notamment bloquer la circulation des poissons, des sédiments (limons, sables et galets) et modifier fortement les niveaux des eaux souterraines qui sont en relation avec les cours d’eau ». La taxe est codifiée à l'article L213-10-11 du code de l'environnement.
En 2014, l'Inspection générale des finances liste le prélèvement spécial parmi les 192 taxes à faible rendement. La mission recommande la suppression de la taxe car elle ne joue pas son rôle incitatif.
L'Assemblée nationale a adopté un amendement au projet de loi de finances pour 2019 qui supprime la redevance pour obstacle sur les cours d'eau à compter du 1er janvier 2020. Le rapporteur Joël Giraud a justifié cette suppression au regard de « la complexité du dispositif, des modalités de perception et du très faible rendement de ladite redevance ». Et compte tenu des dérogations (installations hydroélectriques notamment) « elle ne concernait presque plus que les irrigants qui, au moyen d'une prise d'eau, sur un seuil traversant un torrent, prélevaient pour irriguer champs et cultures, sans avoir recours à l'eau potable ». Cela limitait l'effet incitatif de la redevance,,. À la suite de cette suppression, il a été autorisé la possibilité pour les collectivités d’aménager la taxe foncière des installations hydroélectriques pour réduire l’imposition des parties d’installations consacrées à la continuité écologique et à la biodiversité (passes à poissons).

## Caractéristiques

### Redevables
Les propriétaires ou concessionnaires d'un ouvrage qui constitue un obstacle continu joignant les deux rives d'un cours d’eau sont redevables de cette redevance. Les ouvrages suivants sont exemptés :
- faisant partie d’une installation hydroélectrique assujettie à la redevance pour prélèvement sur la ressource en eau ;
- dont la dénivelée est inférieure à 5 mètres de hauteur ;
- implantés sur les cours d'eau dont le débit moyen interannuel est inférieur à 0,3 m3/s.

### Bénéficiaire
Le produit de la taxe est affecté aux agence de l'eau. Il est de 280 000 euros en 2012.